# Stara wieża pośród pól
Stara wieża pośród pól (niderl. De oude toren ’s avonds, ang. The Old Tower in the Fields) – obraz olejny (nr kat.: F 40, JH 507) namalowany przez Vincenta van Gogha w lipcu 1884 r. podczas jego pobytu w Nuenen. Obraz znajduje się w zbiorach prywatnych, do których został sprzedany 10 grudnia 1969 r. na aukcji w Sotheby’s w Londynie.

## Historia
Vincent van Gogh po przybyciu do Nuenen poświęcił się całkowicie malarstwu, próbując udoskonalić trzy gatunki malarskie, którymi się dotychczas zajmował: martwą naturę, pejzaż i sceny rodzajowe. Wśród tematów jego pejzaży znalazła się m.in. stara wieża, stanowiąca frapującą pozostałość po pewnym gotyckim kościele. Artysta zaczął malować Starą wieżę już w połowie maja 1884, o czym poinformował swojego brata Theo:
Przy okazji – w ostatnim czasie nadal ciężko pracowałem nad dużym obrazem tkacza (...) i zacząłem też płótno z tą małą wieżą, którą znasz.

## Opis
Stojące nisko na niebie i spowite draperią z mgły słońce wydaje się dodatkiem do tajemniczej, niewyraźnej, ubranej na czarno kobiety, której postać naśladuje kształt wieży. Ciemna, potężna sylwetka wieży, zbudowanej ręką ludzką w celu duchowego wsparcia, tu wzbudza grozę i poczucie bezradności. Poczucie lęku i osamotnienia dopełnia też przedstawiona na obrazie natura. Vincent van Gogh umiejętnie wykorzystał melancholijne elementy, aby stworzyć w pełni romantyczny nastrój, ale zarazem zdystansował się od typowych, romantycznych pejzaży; jego wieża nie ma w sobie nic z elokwentnego detalu, który tak lubił Caspar David Friedrich malując ruiny.